# McLeod Hill
McLeod Hill är en kulle i Kanada.   Den ligger i provinsen British Columbia, i den centrala delen av landet, 3 300 km väster om huvudstaden Ottawa. Toppen på McLeod Hill är 1 274 meter över havet, eller 19 meter över den omgivande terrängen. Bredden vid basen är 0,25 km.
Terrängen runt McLeod Hill är varierad.Trakten runt McLeod Hill är nära nog obefolkad, med mindre än två invånare per kvadratkilometer.. 
I omgivningarna runt McLeod Hill växer i huvudsak barrskog.